# 두로령
두로령(頭老嶺, Duroryeong)은 강원특별자치도 홍천군 내면 명개리와 평창군 진부면 동산리 사이에 있는 고개다. 높이는 해발 1,310m이다.
오대산 안에 위치한 고개이며, 이 고개에서 1.2km 떨어진 두로봉(1,422m)으로 백두대간의 마루금이 지나며, 북으로는 응복산(1,360m), 남으로는 동대산(1,434m) 등이 이어진다.
오대산으로 등반하는 등산객들이 많이 찾는 장소이기도 하다. 과거 지방도 제446호선이 이 곳을 통과하게 지정되어 있었으나 실제 차량 통행이 불가능하고, 오대산 일대가 국립공원인 까닭에 노선지정이 해제되었다. 오대산의 탐방로로서 걸어서 건널 수 있지만 봄철에는 산불 방지를 위해 출입이 통제된다.